# Tsjetsjerski Projezd
Tsjetsjerski Projezd (Russisch: Чечерский проезд ) is een gepland station van de Boetovskaja-lijn van de Moskouse metro. Het station is ontworpen als viaduct station en wordt een kopie van Boeninskaja Alleja. De plannen zijn al gemaakt in 2008 en in het tienjarenplan 2011-2020 stond de opening gepland voor 2015. De bouw was echter begin 2016 nog niet gestart en op de plankaart van 2016 komt het trio niet meer voor, zodat een opening in 2020 twijfelachtig is.